# Domenica (Tiromancino)
Domenica è un singolo del gruppo musicale italiano Tiromancino, pubblicato il 10 settembre 2021 come quarto estratto dal tredicesimo album in studio Ho cambiato tante case.

## Descrizione
Federico Zampaglione qualche giorno prima dell'uscita del brano ha scritto sui social:

## Video musicale
Il videoclip è stato pubblicato il 23 settembre 2021 sul canale YouTube del gruppo e vede la presenza di musicisti, amici e familiari di Zampaglione tra cui l'attore Carlo Verdone, l'ex moglie Claudia Gerini ed il rapper Gianni Bismark.

## Tracce
Testi e musiche di Federico Zampaglione.
1. Domenica – 3:55